# Omar Bongo
El Hadj Omar Bongo Ondimba, geboren als Albert-Bernard Bongo (Lewai, 30 december 1935 – Barcelona, 8 juni 2009) was een Gabonees politicus en van 1967 tot 2009 de president van Gabon. In de laatste jaren van zijn bijna 42 jaar durende presidentschap was hij (vanaf 2005) de langstzittende president ter wereld. Hij overleed in zijn ambt, waarna zijn zoon Ali Bongo uiteindelijk als zijn opvolger werd verkozen.

## Biografie

### Achtergrond en opleiding
Bongo werd geboren in het zuidoosten van de toenmalige Franse kolonie Gabon.
Bongo studeerde aan het Collège Technique in Brazzaville. Hij nam dienst als soldaat in het Franse leger, daarna werkte hij vanaf 1960 op het ministerie van Buitenlandse Zaken van Gabon. Vanaf 1962 bekleedde hij diverse functies in de regering, speciaal verbonden aan het kabinet van president Léon M'ba. In 1966 werd Bongo vicepresident en plaatsvervanger van M'ba.

### Presidentschap
Na het overlijden van president M'ba op 28 november 1967 werd Bongo diens opvolger. Op 2 december dat jaar werd hij officieel beëdigd als president van de republiek.
In 1968 versterkte hij zijn positie door de oprichting van de Parti Démocratique Gabonais (PDG). De PDG werd de enige toegestane partij. In 1973, 1979 en 1986 werd hij voor zeven jaar herkozen als president. In 1990, 1994 en 1998 werd hij voor vijf jaar herkozen als president.
Met de jaren ontpopte Bongo zich als een autoritair president. Hij wist echter van Gabon een redelijk stabiel land te maken. In de jaren zeventig waren er echter wel kleine gewapende conflicten met Equatoriaal-Guinea.
Men zegt dat president Bongo ambieerde in de jaren zeventig om keizer van Gabon te worden, naar het voorbeeld van de Centraal-Afrikaanse Republiek president Jean-Bédel Bokassa, die eind 1976 keizer Bokassa I werd. De plannen zouden niet zijn doorgegaan vanwege Franse weigering.
In de jaren tachtig rees er verzet tegen het eenpartijstelsel. In april 1990 stond Bongo de vorming van oppositiepartijen toe. De tot dan toe illegale MORENA, die al jaren oppositie voerde, werd gelegaliseerd. Casimir Oyé-Mba, een partijloos politicus, werd premier. Bij de parlementsverkiezingen voor de Nationale Vergadering bleek zij 63 van de 120 zetels te hebben behaald. De PDG bleef dus de grootste partij, hetgeen ook zo zou blijven, maar vanaf 1990 moest de PDG van Bongo wel de macht delen met andere partijen in de regering.
Op 5 juli 1993 nam het parlement een nieuwe kieswet aan, waarmee het de oppositiepartijen moeilijker werd gemaakt om een meerderheid van zetels in het parlement te verkrijgen.
In 1995 zorgde Bongo ervoor dat illegaal in Gabon verblijvende buitenlanders het land werden uitgezet (o.a. vluchtelingen uit Equatoriaal-Guinea die sinds de jaren zeventig in Gabon verbleven).
In 1998 werd Bongo met 66,6% van de stemmen als president herkozen. In 2003 nam het parlement een wet aan die het de president mogelijk maakte om telkens ongelimiteerd herkozen te worden. Tegenstanders zagen dit als het bewijs dat Bongo president voor het leven wilde zijn. In 2005 werd hij opnieuw herkozen (volgens officiële gegevens met 79,2%) voor een periode van zeven jaar.
Met het overlijden van de Togolese president Gnassingbé Eyadéma (die president was geweest vanaf april 1967) werd Bongo in februari 2005, met een ambtstermijn van bijna 38 jaar, de langstzittende president van Afrika. Hij kreeg echter kanker en in mei 2009 moest hij zijn taken noodgedwongen overdragen aan Didjob Divungi Di Ndinge, die zijn functie vervolgens waarnam. Hij verbleef vervolgens in een ziekenhuis in Barcelona (Spanje), waar hij volgens de Gabonese regering herstelde van de dood van zijn vrouw in maart 2009. Op 8 juni 2009 overleed Bongo vervolgens aan een hartaanval.
Het presidentschap werd na zijn dood waargenomen door Rose Francine Rogombé. Later in het jaar werden nieuwe verkiezingen georganiseerd, waarbij Bongo's zoon Ali Bongo als zijn opvolger werd verkozen.

### Privéleven

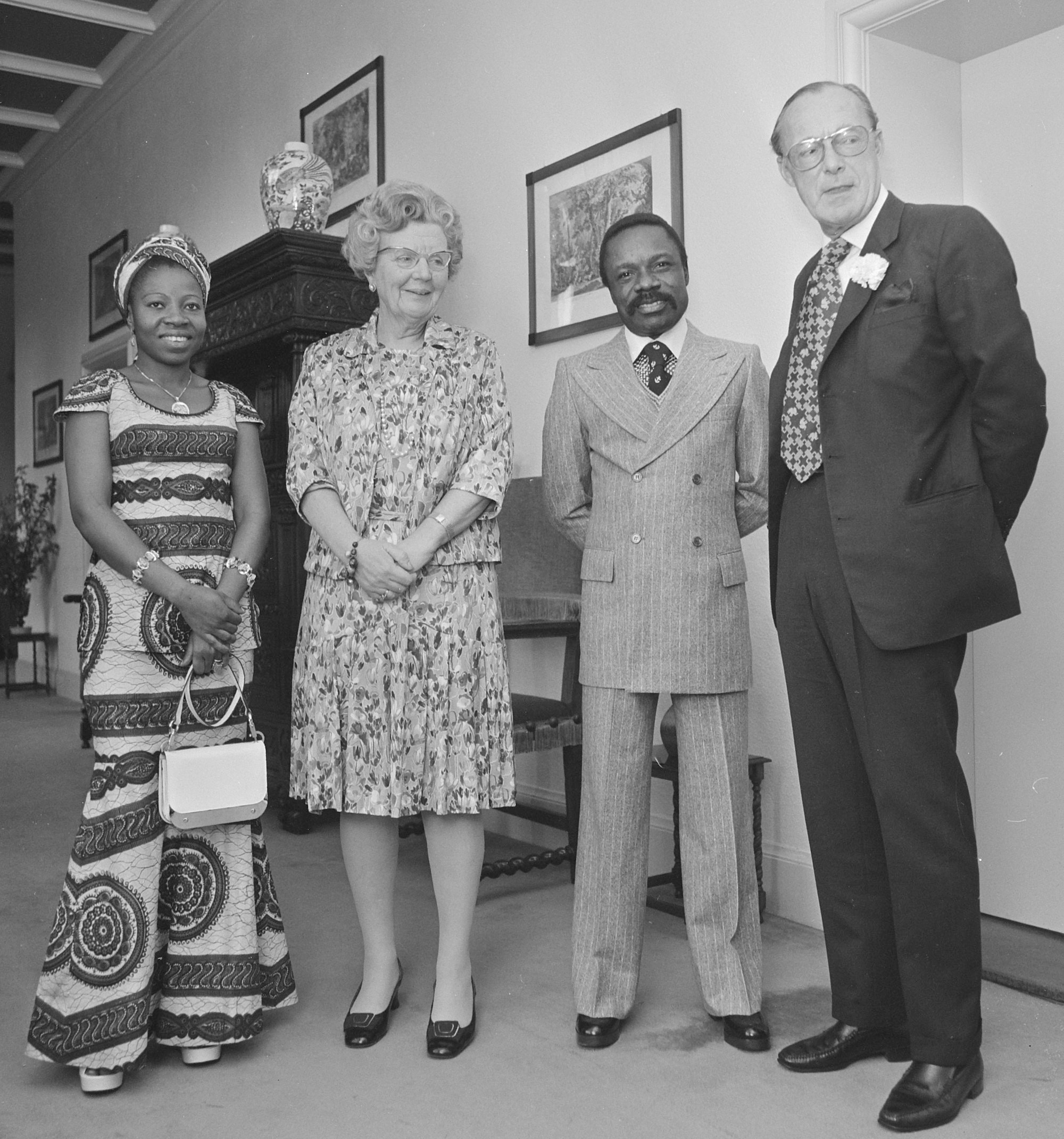
Omar Bongo (tweede van rechts) in 1973 op Paleis Soestdijk, samen met zijn vrouw (links), koningin Juliana en prins Bernhard

Uit zijn eerste huwelijk, met Louise Mouyabi-Moukala, had Omar Bongo een dochter Pascaline (*1956), die van 1991 tot 1994 minister van Buitenlandse Zaken was. In 1959 huwde hij Marie-Joséphine Nkama (*1944), als zangeres bekend onder de naam Patience Dabany. Kort voordien was hun zoon, de latere president Ali Bongo Ondimba, geboren, daarna kregen ze nog een dochter, Albertine Amissa Bongo (1964-1993). In 1986 scheidde het echtpaar. In augustus 1990 huwde hij de bijna dertig jaar jongere Édith Lucie Sassou-Nguesso (1964-2009), dochter van de Congolese (Congo-Brazzaville) president Denis Sassou-Nguesso. Uit dit huwelijk werden twee kinderen geboren.
Op 29 september 1973 maakte Bongo bekend dat hij van het christendom tot de islam was bekeerd en nam hij de naam Omar Bongo aan. Zijn stap wekte verbazing in eigen land, omdat op dat moment slechts 3.000 van de circa 900.000 onderdanen moslim was. Hij ging als pelgrim naar Mekka, waarna hij het recht had om de titel El Hadj voor zijn naam te plaatsen.
President Bongo was een van de rijkste staatshoofden ter wereld. Het geld was volgens de oppositie in Gabon (maar ook volgens vele anderen) niet allemaal eerlijk verkregen: naast aandelen in diverse (Gabonese) oliemaatschappijen werd hij ook rijk door corruptie.
Bongo was een bekend vrijmetselaar. Hij was tevens grootmeester van de Grande Loge de Gabon, een reguliere vrijmetselaarsobediëntie.